# 巴韦市
巴韦市，一译巴维，坐落於柬埔寨南部，是柴楨省最大的城市，也是柬埔寨接鄰越南的邊境城市。柬埔寨華人稱其為巴域。
柬埔寨與越南邊境的關隘是設在胡志明市西北約120公里處，在越南一侧稱为木排；柬埔寨一侧，則稱之為巴韦。
巴韦市位在連結越南胡志明市與柬埔寨首都金邊市的柬埔寨國道一號公路上，離胡志明市不到一百公里。
人口約65萬人。青壯年勞動人口約37萬人。
該市最大的經濟資源在於位置優越及勞動人口比例高。
由日本資助約2公里長的尼克洛昂大橋已於2015年4月完工，是柬埔寨最長的橋梁。
柬埔寨政府將本市規劃為經濟特區，2005年柬埔寨第一個經濟特區，也是目前境內最大的經濟特區-曼哈頓經濟特區，就坐落於巴韦市。區內就業員工人數約30000人，入駐企業主要為紡織業及自行車工業等，為巴韦市主要的就業市場之一。
巴韦市另一主要經濟來源則為博弈專區，約有20家賭場以上，吸引越南地區的賭客前來。